# Basra (Marruecos)
Al-Basra fue una antigua ciudad marroquí, conocida como Basra al-Hamra («Basra la Roja») debido a estar situada entre dos cerros de tierra roja, donde la luz solar aparece con este color y que fue la capital de verano de la dinastía idrisí (del siglo IX al X). Su nombre se debía a la ciudad de Basora en Irak y estaba situada en la ruta entre Suk al-Arba y Uezán, a unos 40 km de la costa del Atlántico y unos 20 km al sur de Alcazarquivir (Ksar al-Kebir).
Probablemente ocupaba el lugar de la ciudad romana de Tremulae y se fundó en la misma época que Arcila (Asila) seguramente por Idrís II a comienzos del siglo IX. Cuando Muhámmad ben Idrís (828-836) repartió sus dominios, la ciudad correspondió a su hermano al-Kasim ben Idrís II, junto con Tánger y sus dependencias. El geógrafo árabe Ibn Hawqal en el siglo IX la describió como un centro comercial próspero que producía algodón y cereales.
En mitad del siglo X, cuando el general Yawhar (al servicio del califa fatimí Abu Teman Maad al-Muizz Lidinillah, 952–975) conquistó el Magreb (958-960), al-Basra se convirtió en la capital de un pequeño Estado idrisí feudatario de los fatimíes que incluía el país de los Ghumara y el Rif, bajo el príncipe idrisí Hassan ibn Gannun. El 6 de octubre del 973, el territorio fue conquistado por el califa omeya de Córdoba al-Hakam II. Entonces se estableció allí Yahya ibn Hamdun, que gobernó por su cuenta pero fue expulsado por Yusuf Buluggin ben Ziri (972-984), que arrasó las fortificaciones (979), aunque fue rechazado finalmente por los bereberes zanata y los cordobeses. Al-Bakri todavía la mencionó como una villa de cierta importancia con mezquitas, jardines, pastos y campos de cultivo. Pero, a finales del siglo XI o en el siglo XII, entró en decadencia y se abandonó progresivamente. En el siglo XV, en tiempos de León el Africano, estaba totalmente en ruinas.
Actualmente sólo quedan en pie las murallas. Fue excavada a partir de 1980.